# Målasjön (Västra Hargs socken, Östergötland)
Målasjön var en sjö, numera våtmark, i Mjölby kommun i Östergötland och ingår i Motala ströms huvudavrinningsområde. Sjöns area är 0,014 kvadratkilometer och den befinner sig 137,2 meter över havet.